# ژا-باپتیست پره
 ژا-باپتیست پره (انگلیسی: Jean-Baptiste Pérès؛ زاده ۱۷۵۲ درگذشته ۱۸۴۰) یک فیزیک‌دان اهل فرانسه بود. 